# Stefan Kvamm
Stefan Kvamm (født
30. april 1979) er uddannet antropolog og autodidakt musikproducer og komponist. 
Stefan Kvamm har blandt andre arbejdet tæt sammen med Frank Ziaynak (The Wong Boys), Peter Sommer (Alt Forladt), Dorthe Gerlach, De Eneste To, More Blessings med flere.
Stefan Kvamm arbejder med ledelse, projektudvikling og nye samarbejder indenfor kunst, kultur, uddannelse og erhverv.
I 2022 blev han forstander på Ry Højskole.